# 林绍波
林绍波（1972年10月—），香港人，2023年1月起任国泰航空集团行政总裁。

## 生平
1972年10月，林绍波出生于香港。小学和中学均就读于香港学校，其中中学就读于顺德联谊总会李兆基中学。中学七年级拿到“菲腊亲王奖学金”，前往英国剑桥大学，修读电脑科学课程。
1994年，林绍波毕业返回香港。在投资银行工作2年后，于1996年加入国泰航空集团，并成为管理培训生。其后，在国泰航空集团旗下香港及海外不同的部门任管理岗位。2013年7月至2017年5月，在太古集團成員公司港机工程担任董事及总经理。2017年6月至2019年7月，担任国泰商务及货运董事。2019年7月，出任香港快运行政总裁。2019年8月，任国泰航空顾客及商务总裁。2023年1月1日，出任国泰航空集团行政总裁。

## 相关
为应对2023年5月22日开始在网上发酵的2023年國泰航空歧視非英語乘客風波，林绍波于5月23日代表國泰航空向受影响的乘客和社会各界表示诚挚的歉意，并解聘三位涉事空中乘务员，24日又在「粵港合作周」開幕式上首次公開以普通話向各地民眾和乘客道歉。